# Yasuhiro Higuchi
Yasuhiro Higuchi (jap. 樋口 靖洋 Higuchi Yasuhiro; ur. 5 maja 1961 w prefekturze Mie) – japoński trener piłkarski i piłkarz. 

## Życiorys

### Kariera klubowa
Od 1980 do 1984 roku był zawodnikiem japońskiego klubu Nissan Motors.

### Kariera trenerska
Po zakończeniu piłkarskiej kariery pracował jako trener w klubach: Montedio Yamagata, Omiya Ardija, Yokohama FC, Yokohama F. Marinos, Ventforet Kōfu i YSCC Yokohama.
1 lutego 2019 rozpoczął pracę w japońskim klubie FC Ryukyu.

## Sukcesy

### Trenerskie
Yokohama F. Marinos
- Zdobywca drugiego miejsca J.League Division 1: 2013
- Zwycięzca Pucharu Japonii: 2013
- Zdobywca drugiego miejsca Superpucharu Japonii: 2014